# Steve Lake

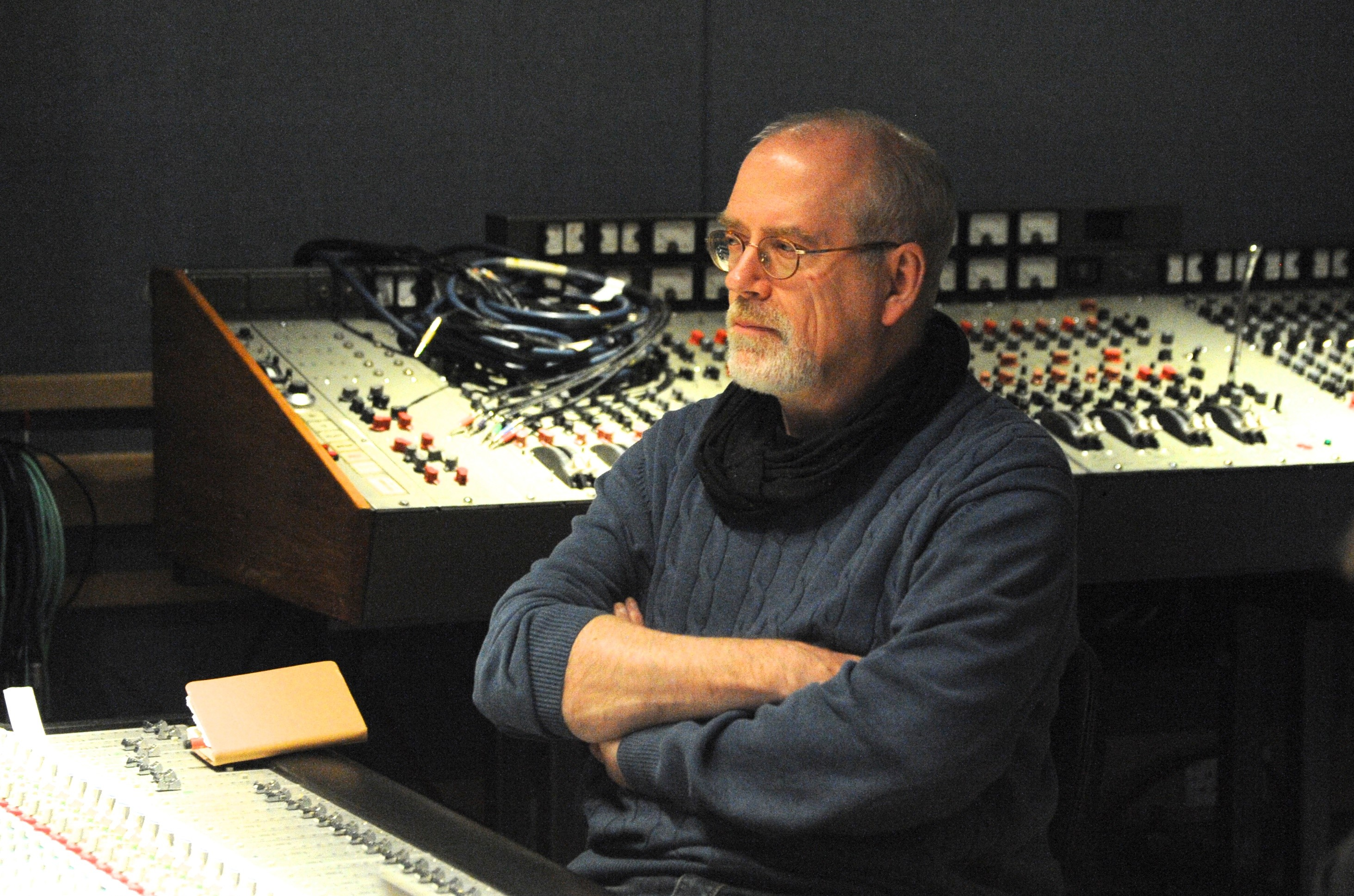

Steve Lake (* 1951 in Chelmsford, Essex) ist ein britischer Musikjournalist, Autor und Musikproduzent, der als Produzent vor allem durch seine Arbeit für das Münchner Label ECM bekannt wurde.

## Leben und Wirken
Lake wurde um 1970 durch Marion Browns Afternoon of a Georgia Faun auf ECM-Produktionen aufmerksam. Nachdem er eine Rezension für den Melody Maker schrieb, lernte er 1973 Manfred Eicher kennen und begann ab Ende der 1970er Jahre zunächst vorwiegend für das ECM-Schwesterlabel JAPO Records zu arbeiten. Seine ersten Produktionen waren 1979 die Alben Compositions des Globe Unity Orchestra und Endgame von John Stevens mit Trevor Watts, Howard Riley und Barry Guy. In den 1980er Jahren konzentrierte er sich auf die Tätigkeit als Journalist und war für den Melody Maker und The Wire tätig, um Anfang der 1990er Jahre als Produzent für ECM tätig zu werden. In den folgenden Jahren betreute er u. a. 40 ECM-Produktionen des Italian Instabile Orchestra und von Paul Bley, Joe Maneri (Three Men Walking), Roscoe Mitchell, Evan Parker, Hal Russell, Wadada Leo Smith, John Surman (The Brass Project), Philipp Wachsmann und Robin Williamson. Mit Paul Griffiths ist er Herausgeber des Buchs Horizons Touched: the Music of ECM. Lake schrieb ferner Liner Notes für Produktionen u. a. von Daevid Allen, Raoul Björkenheim, Peter Brötzmann (Machine Gun), Jimmy Giuffre, Keith Tippett, Cecil Taylor, Derek Bailey, Mike Osborne/Stan Tracey und Colin Vallon.

## Publikation
- Steve Lake, Paul Griffiths (Hrsg.): Horizons Touched: The Music Of ECM, Granta Books 2007; ISBN 978-1-86207-880-2